# Hello Kitty

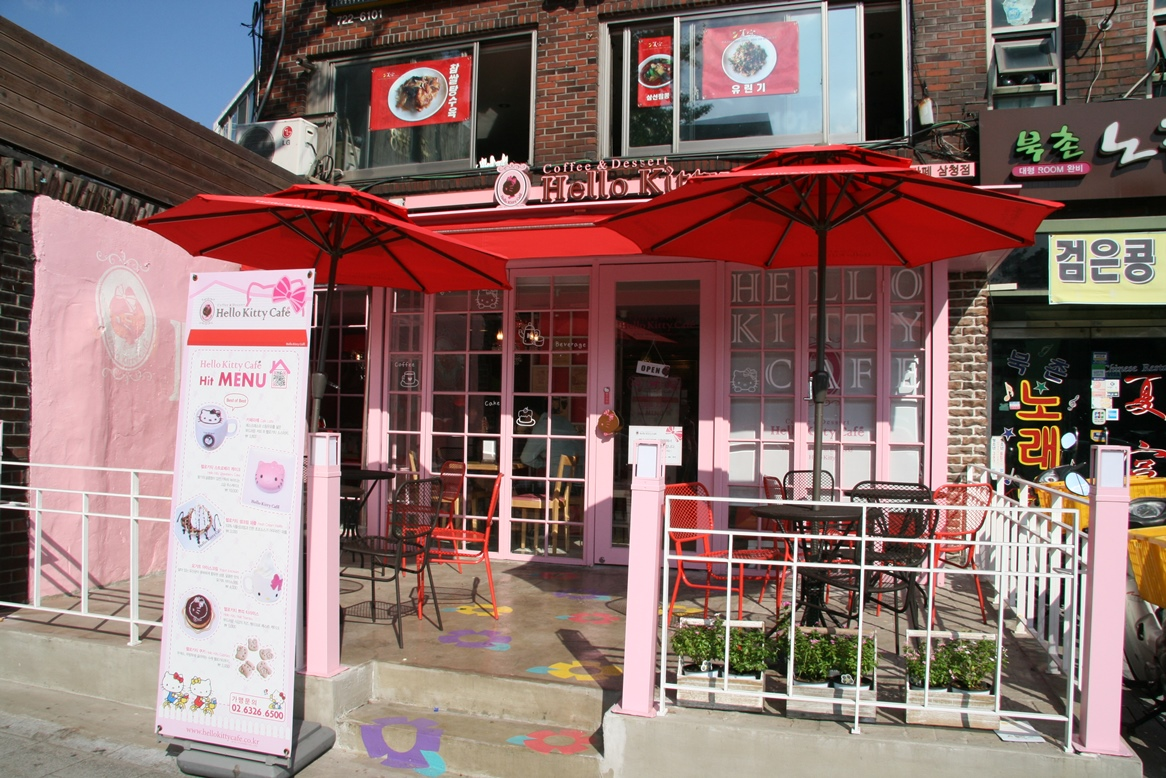
風格咖啡廳

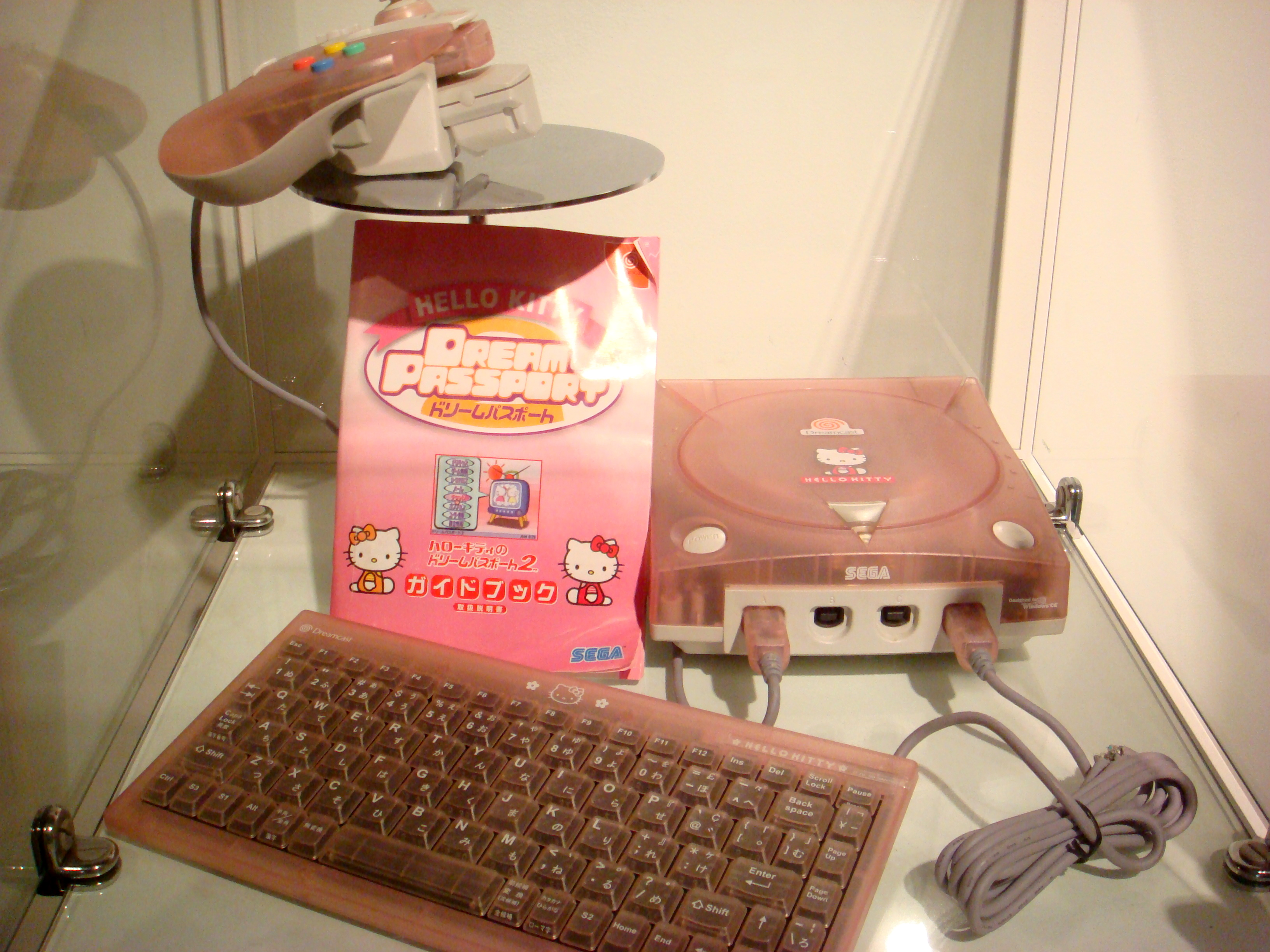
限量版Hello Kitty Dreamcast

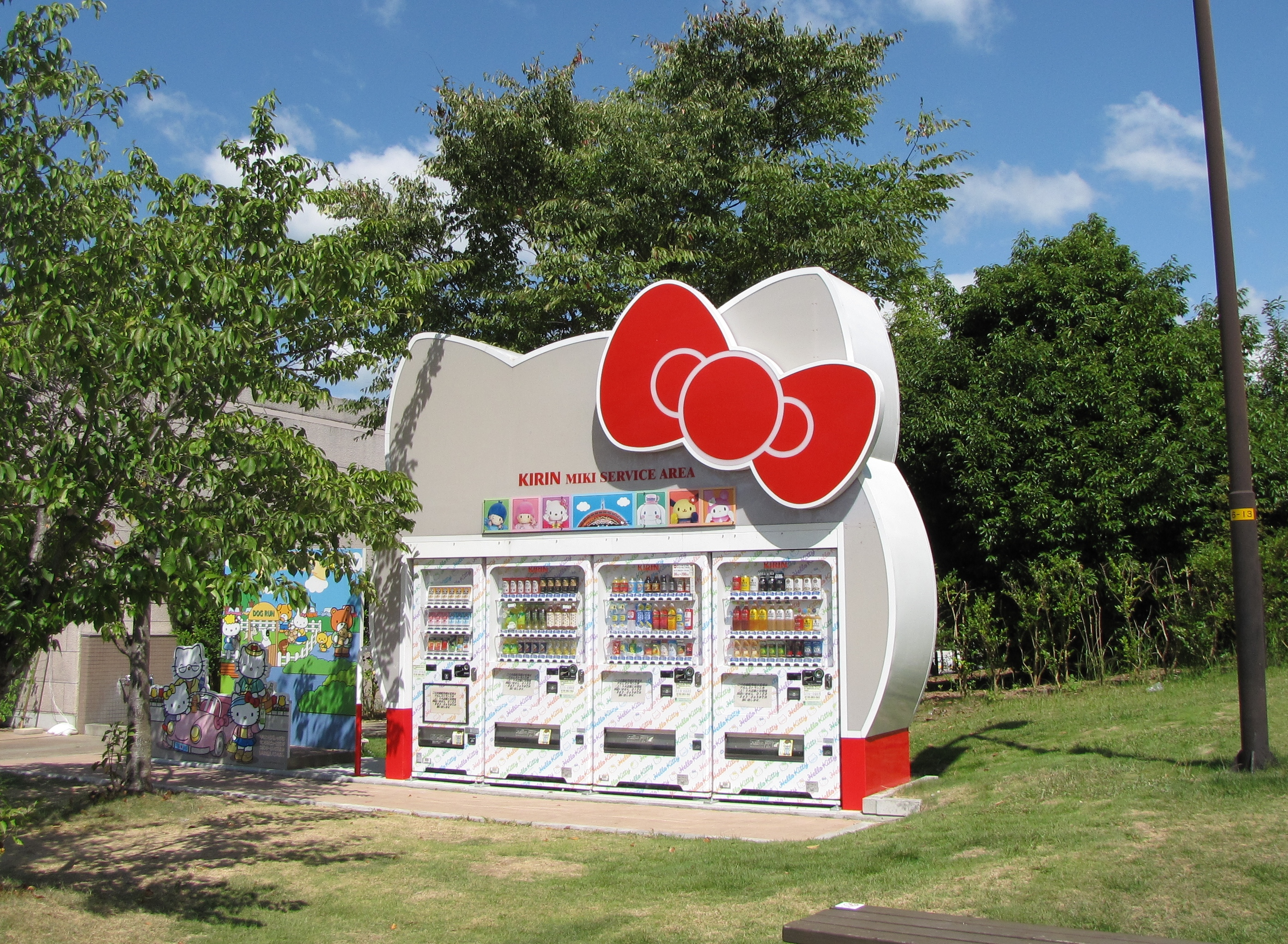
Kitty外形商店

Hello Kitty（羅馬字：Harōkiti），中文俗稱為凱蒂貓（台灣、中國）、吉蒂貓（香港）。是三麗鷗一隻以戴著紅色或粉色蝴蝶結（有時是戴花）的無嘴貓造型人類女性卡通形象，在1974年11月1日誕生。當時設定Hello Kitty是一隻左耳戴著紅色或粉色蝴蝶结（有時是戴花）的白色小貓，而嘴巴部分的設計自1976年商標註冊以來被其設計師刻意忽略，而後來則成為Hello Kitty獨有特色形象之一。
第三任Hello Kitty的設計師山口裕子，將Hello Kitty當成貓設計，但她刻意不為其加上嘴巴，原因是希望Hello Kitty永遠保持開心，不會有太多感情變化，讓「每個人見到她就能得到安慰」。
2015年，Hello Kitty形象註冊商日本三麗鷗發表新設定，指出：Hello Kitty並不是貓。她走路是用兩隻腳，從來沒有四隻腳走路，並沒有貓的行為特性，與過往設定並不相同。

## 名字的由來
Hello Kitty在早期正式採用的中文官方譯名為凱蒂貓，但後來改掉這個譯名，使用原名Hello Kitty。但目前市面上仍還有使用凱蒂貓、堤提貓的稱呼，另外還可見到凱迪貓、吉蒂貓等名。另外，由於Hello Kitty沒有嘴巴，在網路上亦有無口貓、無嘴貓、哈囉貓的別名，Hello Kitty在早期正式採用的英文官方譯名為Hello Kitty。

## 周邊產品
雖然Hello Kitty最初的設計著重於女性市场，但至今其商品已經涉及玩具、钱包、电视、衣服、按摩器、计算机等等。自問世以來，Hello Kitty就深受消費者喜歡，尤其在亞洲，相關產品更受到熱烈的歡迎。
1974年11月1日問世，1976年註冊的Hello Kitty，在不久之後，也成為動畫卡通的主角。該部卡通以兒童為收視主要族群，在開播不久之後就推出配合該動畫的相關產品，第一個是一款小而精致的錢包。現在它出產22,000多件產品並占三麗鷗公司每年100萬盈利的一半。
在日本，動畫《Hello Kitty的天堂》在1993至1994年間放送了16集。它于2002年11月第一次發表了英文版。
2004年，Hello Kitty出現在了万事达卡的表面。這也是第一款針對年輕女孩推出的信用卡。

## 歷史

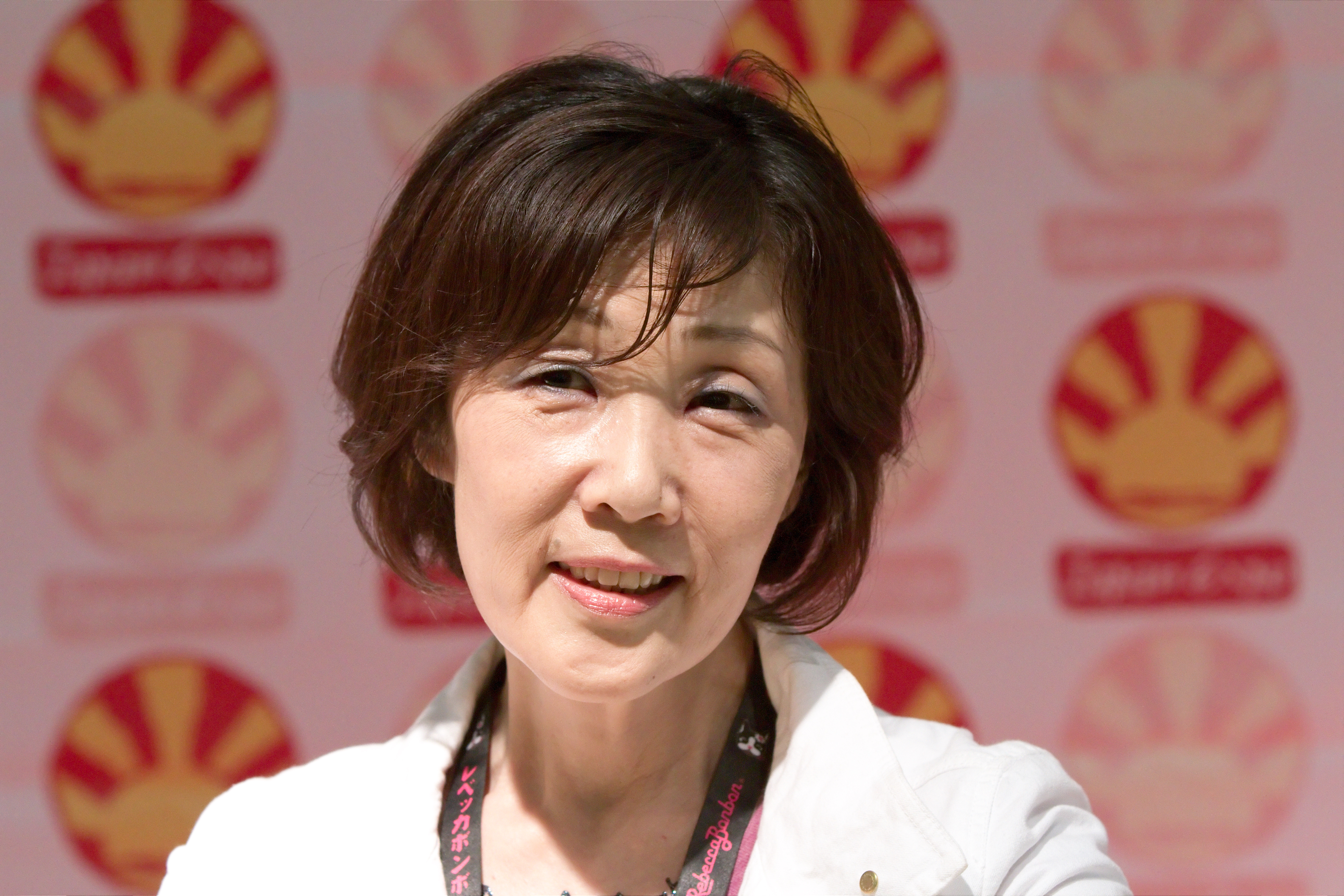
Hello Kitty的设计师——清水侑子

Hello Kitty最初是在1974年由三麗鷗公司的设计师清水侑子设计。约一年后清水离开了公司，交替給第二位设计者米洼节子，一直到1980年此项任务交给山口裕子。
Hello Kitty被给予了英国血统，因为当时英国文化很受日本女孩的欢迎。Kitty的名字来源于路易斯·卡羅的《爱丽丝镜中奇遇》一书中爱丽丝养的一只猫。1999年被创造出的Hello Kitty的男友Dear Daniel，其灵感来源于1971年瓦里斯·侯賽因執導的電影《两小無猜》中，由麥里斯德飾演的丹尼爾·拉蒂默（英語：Daniel Latimer）一角。
Hello Kitty的虛構世界包括許多朋友和家庭成員。從2004年開始，她還有了一隻叫做恰咪（Charmmy Kitty）的寵物波斯貓和一隻叫做Sugar的寵物倉鼠。
2008年，在香港三麗鷗數碼公司以及Dream Cortex製作的三維空間電腦動畫《Hello Kitty愛漫遊》出鏡。
2020年，在巴西動畫工作室Split Studio製作的動畫《凱蒂貓和她的朋友們》（英語：Hello Kitty and Friends Supercute Adventures）出鏡，在《凱蒂貓和她的朋友們》凱蒂貓和酷洛米、美樂蒂、大耳狗、布丁狗、帕恰狗、酷企鵝、大眼蛙和巧克貓（Chococat）等多個三麗鷗角色是朋友。

## 資料
- 名稱：Hello Kitty（日語：ハローキティ）（凱蒂貓）
- 本名：Kitty White
- 生日：1974年11月1日
- 物種：人
- 生肖：虎
- 性別：女
- 星座：天蠍座
- 血型：A型
- 身高：5個蘋果高
- 體重：3個蘋果重
- 國籍：英國
- 居住地：英國倫敦郊外
- 興趣：做餅乾、彈鋼琴
- 拿手學科：日文、音樂、美術
- 最喜歡的運動：網球
- 最喜歡食物：媽媽做的蘋果派、裝飾著餅乾顆粒的蜂蜜香草冰淇淋、鎮上的麵包店叔叔做的法國麵包

## 在国际上的成功

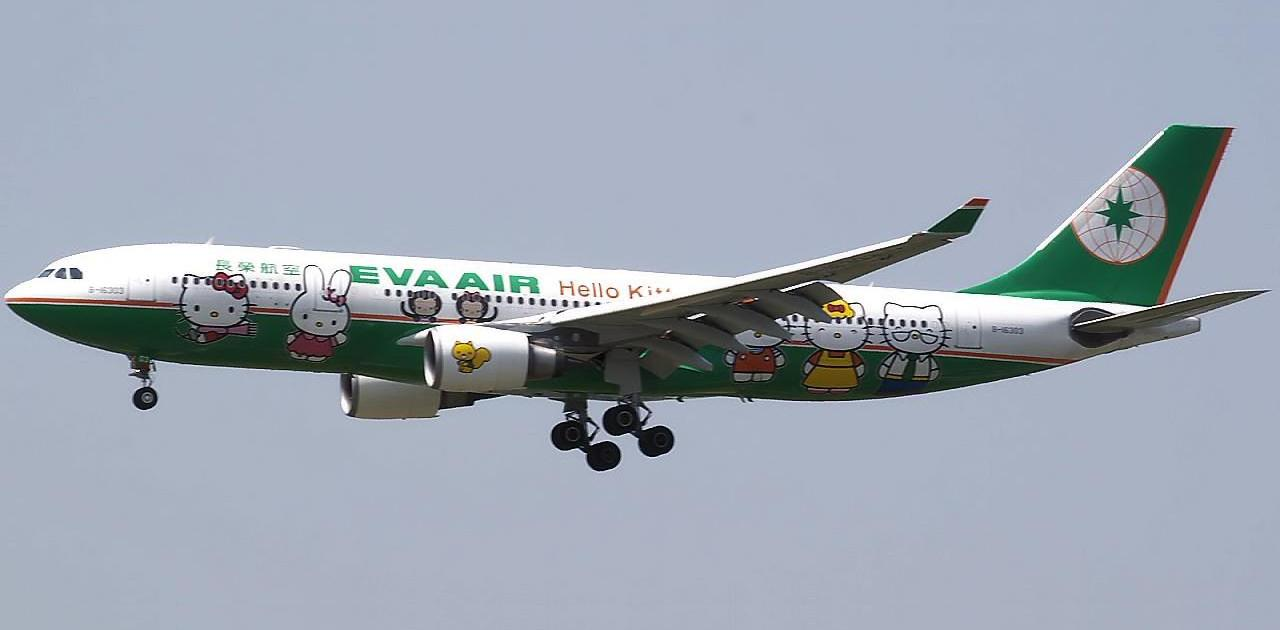
長榮航空的Kitty Jet

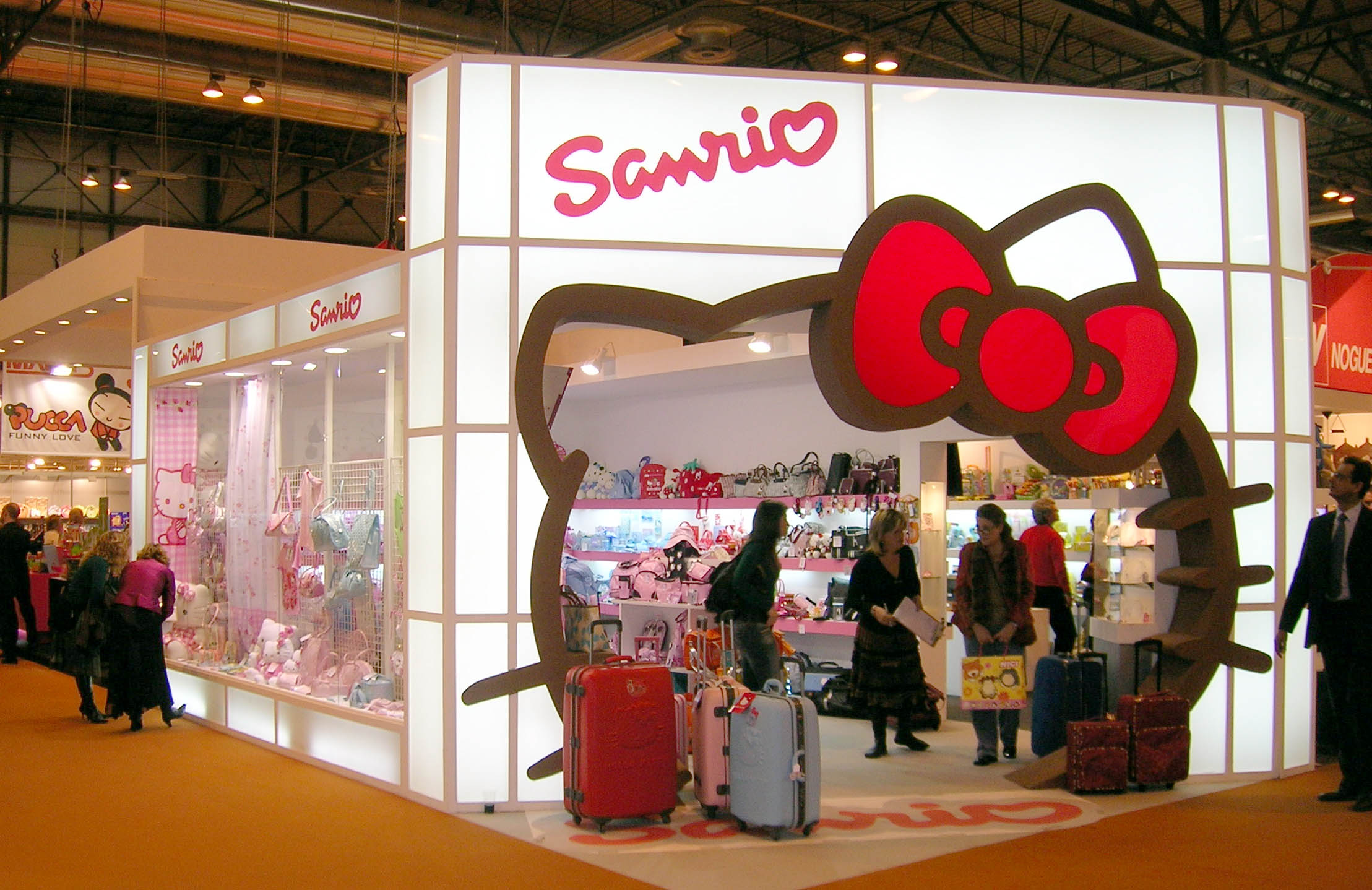
西班牙马德里的三麗鷗展

Hello Kitty一开始就被带到了美国市场，并且从1983年开始担任联合国儿童基金会的美国儿童大使。她真正开始走红是在1990年代后期。现在在任何一家美国百货商店都可以见到有Hello Kitty字样的商品。Hello Kitty曾经在连锁零售市场的广告活动中登场。很多美国名人都对她的走红做出贡献：玛丽亚·凯利、卡梅隆·迪亚兹、海蒂·克鲁姆、斯蒂芬·泰勒、卡门·伊莱特拉、曼迪·摩尔以及尼基·希尔顿都曾支持Hello Kitty产品。歌手丽莎·勒布是个狂热爱好者，她甚至曾专门为Hello Kitty出过一盘专辑，叫做Hello Lisa。
而三麗鷗公司亦與台灣的長榮航空公司合作，自2005年10月20日開始，推出首架以Hello Kitty家族為主題的彩繪客機，並命名為Kitty Jet。將Hello Kitty的品牌結盟到航空業界。Kitty Jet首航長榮航空台北－福岡的航班。Hello Kitty Jet內的航班專屬產品，由三麗鷗公司獨家授權推出。計有機上用品：包括機場櫃檯辦理登機手續後取得的登機證、行李辨識條；而機艙內的侍應品、主題餐點，通通印上了Hello Kitty圖像，就連空服員也穿起夢幻的粉紅Hello Kitty圍裙及髮飾，特別準備的餐點也都特別作成可愛無比的Hello Kitty造型，還有機上獨賣的典藏限量免稅精品等，都是別出心裁。直至2007年底為止，Kitty Jet服務往來台北與多個日本城市如福岡、名古屋、東京、大阪及仙台。另外，長榮航空公司亦瞄準香港人對Hello Kitty的熱愛，在2007年7月1日起，安排第二架Hello Kitty彩繪機服務往來台北與香港的航班，並自同年8月27日起，將Hello Kitty Jet往返台北與香港的班次由每週三班增至五班。2008年10月21日，授權合約到期，停止飛行。

2007年三麗鷗公司授權卡通人物用來裝飾高雄市夢時代購物中心高雄之眼摩天輪車廂，因此「高雄之眼」又稱為「Hello Kitty摩天輪」。
2015年1月全球最大Hello Kitty主題樂園凱蒂貓家園在中國浙江省安吉縣開幕試營運，這是Kitty主題樂園全球僅有的三座之一，也是日本以外唯一樂園，凱蒂貓家園主打家庭溫馨遊樂所以沒有高速的雲霄飛車或高速機械設施，多是以慢速設施和人物遊行、表演、餐廳為主，園區還有Kitty主題星級旅館。園區採用差別大的兩種會員卡，一般卡約人民幣幾百元能在購物時積點，但另一種高級貴賓卡則是人民幣5萬元，該卡優惠和特權極多從停車場到幾乎所有設施和星級旅館主題房都有優先預定權或專屬通道，還能和扮演人物優先拍照、玩遊戲、花車遊行等。
2016年3月21日，台鐵與長榮航空、台灣三麗鷗三方合作的「新太魯閣Hello Kitty彩繪列車」正式首航，開行臺北往返臺東之列車。周邊彩繪火車模型、不銹鋼便當盒、絨毛娃娃等Hello Kitty代銷產品都非常熱門，商品銷售總金額破千萬。
2025年5月，虛擬保險公司OneDegree與香港Sanrio合作，與Hello Kitty進行大型聯乘。聯乘陣容包括舉辦OneDegree X Hello Kitty五周年生日慶典，5月8日至11日期間於啟德AIRSIDE舉行。現場分成四個部份，讓寵物主人經歷陪伴寵物一生的旅程。其中大舞台舉行「愛足一世見證會」，讓寵物主人許下照顧寵物一生一世的承諾，並打下雙方「手印」為證。Hello Kitty更會親臨現場作為見證人，進行見證議式。

## 形象風格和起源
就像是其他众多Sanrio的卡通人物，Hello Kitty是以可爱路线创作的。 官方对Hello Kitty为什么没有嘴的解释是因為她用心靈溝通，不需透過任何一種語言，這樣可以通過面部表情來表現更豐富的感情變化。但是在动画中Hello Kitty的嘴仍然被画了出来，因为她需要吃饭说话，至於Hello Kitty愛漫遊中的Hello Kitty雖然會說話及吃饭，卻是忠於原著沒有嘴的。Hello Kitty经常在左耳戴著一个蝴蝶结，但是那里经常会以一个五叶花代替，也有一些很少见的变化例如以一束花代替。
有人认为Hello Kitty来源于日本的招财猫（招き猫），而且Hello Kitty的名字也可以算作招财猫的另一种英文译法，意思同样是beckoning cat（招手的猫）。也有人指出Hello Kitty和1955年由荷蘭迪克·布鲁纳创作的 Miffy 很像，因而認為Hello Kitty'的線条勾勒画風並非原創。
近年來Hello Kitty也漸漸走入都會上班風，希望可以抓住上班族群的心，有穿高跟鞋的Hello Kitty，有時甚至會賣弄一點點可愛的小性感。又在近幾年Hello Kitty出現在MAC 化妝品公司，另一方面Hello Kitty也做出了很多不同的品牌結合，並將Hello Kitty做成換頭套的布偶，快速更換形象.
2012年，日本著名動漫畫作品海賊王其中的人物喬巴與Hello Kitty共同策劃發行跨品牌商品（页面存档备份，存于）。

## 聲優
- 初代 - 白石冬美
  - 『凱蒂和咪咪的新傘』（1981年）
- 2代 - 小山茉美
  - 『Hello Kitty的灰姑娘』（1989年）其他
- 3代 - 林原惠（1990年 - 2023年）
  - 『深夜! 天才妙老爹』第12話（2018年）
  - 『GUNDAM VS. HELLO KITTY』（2019年）
  - 『蠟筆小新 凱蒂醬 VS 不理醬』（2019年5月10日）

## 凱蒂貓的家人（懷特家族）和朋友
- 咪咪（Mimmy White）：右耳戴著黃色蝴蝶結或花的女孩，凱蒂貓的雙胞胎妹妹，生日和凱蒂貓一樣是11/1
- 丹尼爾（Dear Daniel）：頭上有幾根頭毛的白色無嘴貓型人類男孩，凱蒂貓的青梅竹馬兼男友，職業是舞者，生日5/2，其實是姓Star（Daniel Star），但在卡通裡都稱Dear
- 安森尼·懷特（Anthony White）：戴著貝雷帽和眼鏡的貓型人類男性，凱蒂貓和咪咪的爺爺，生日10/25
- 瑪格麗特·懷特（Margaret White）：戴著綠色帽子和眼鏡的貓型人類女性，凱蒂貓和咪咪的奶奶，生日3/31
- 瑪麗·懷特（Marie White）：戴著有紅色蝴蝶結的黃帽的貓型人類女性，凱蒂貓和咪咪的媽媽，生日9/14
- 喬治·懷特（George White）：戴眼鏡的貓型人類男性，凱蒂貓和咪咪的爸爸，生日6/3
- Tiny Chum：頭上戴蝴蝶結的棕色泰迪熊男孩，生日10/27
- 喬伊（Joey / Joy）：有著黃耳廓、紅鼻子的藍老鼠男孩，生日7/18
- 茱蒂（Judy）：有著黃耳廓和粉色鼻子、頭上戴著粉色蝴蝶結的粉色老鼠女孩，生日6/8
- 菲菲（Fifi）：有著黃色頭毛的綿羊女孩
- 裘弟（Jodie）：棕狗（有一部分區域皮膚是白的）男孩
- 提姆（Tim）& 譚米（Tammy）：棕猴兄妹，提姆是穿著綠T恤的棕猴男孩，譚米是頭上戴著紅色蝴蝶結、穿著紅洋裝的棕猴女孩
- 崔西（Tracy / Terence）：棕色浣熊男孩
- 提比（Tippy）：有著紅鼻子、黃耳廓的棕熊男孩
- 湯瑪士（Thomas）：有著紅臉頰、鼻子和耳廓的棕熊男孩
- 凱西（Cathy / Kathy）：左耳帶著紫色蝴蝶結的白兔女孩
- 羅立（Rory / Lorry）：有著紅鼻子的橙棕色松鼠男孩
- 摩立（Mory / Moley）：有著紅鼻子的棕色地鼠
- 美樂蒂（My Melody）：戴著粉色或紅色頭巾、通常有戴蝴蝶結或白花為頭飾（有時候沒戴）的兔女孩，生日1/18
- 酷洛米（Kuromi）：戴著有粉色骷髏的黑色或紫色頭巾的惡魔形兔女孩，生日10/31
- 大耳狗/玉桂狗（Cinnamoroll）：藍眼睛和嘴巴、雙頰有酒窩的白狗男孩，生日3/6
- 布丁狗（Pompompurin）：戴著棕色貝雷帽的黃金獵犬男孩，生日4/16
- 帕恰狗（Pochacco）：黑耳朵白膚色的狗男孩，生日2/29
- 酷企鵝（Badtz Maru）：黃嘴巴黑皮膚的企鵝男孩，生日4/1
- 大眼蛙/可洛比（Keroppi）：綠蛙男孩，生日7/10
- 巧克貓（Chococat）：戴著項圈、有著黃耳廓的黑貓男孩，生日5/10

## 凱蒂貓的寵物
- 恰咪（Charmmy Kitty）：左耳戴著粉色蝴蝶結和銀色頸鍊的白色母波斯貓，是凱蒂貓爸爸送的禮物，恰咪沒有真正的生日，但由於凱蒂貓爸爸是在10/31送給她的，所以就定了此日期為恰咪的生日。她的性格聰明乖巧、文靜、儀態萬千、有點愛裝成小大人，而且非常聽凱蒂貓的話，喜愛所有凱蒂貓收藏的閃閃發亮飾物
- Honey Cute：兩耳皆有戴蝴蝶結、前腳戴愛心腳環的粉色母波斯貓，也是恰咪的妹妹，生日9/23
- Sugar：白色的公倉鼠，是男友丹尼爾送給凱蒂貓的，也是恰咪的好朋友，生日5/1

## 三麗鷗角色大賞名次
- 2024年角色大賞第5名
- 2023年角色大賞第5名
- 2022年角色大賞第6名
- 2021年角色大賞第6名
- 2020年角色大賞第5名
- 2019年角色大賞第1名
- 2018年角色大賞第4名
- 2017年角色大賞第4名
- 2016年角色大賞第2名
- 2015年角色大賞第7名
- 2014年角色大賞第2名

## 凯蒂猫的天堂
- 凯蒂猫的天堂

## 主题公园
位于中国浙江省安吉县的HelloKitty乐园（凯蒂猫家园）是全球最大的Hello Kitty主题乐园，由日本三丽鸥株式会社授权中国银润集团投资兴建，于2015年7月1日正式开幕。

## 相关书籍
- Hello Kitty: The Remarkable Story of Sanrio and the Billion Dollar Feline Phenomenon, Ken Belson and Brian Bremner。John Wiley & Sons Inc.，2003. ISBN 0-470-82094-2.

## 店舖資訊

### 台灣
| 店櫃                     | 店櫃電話      | 店櫃地址                          | 營業時間                                                                                        |
| 北部專櫃                 |               |                                   |                                                                                                 |
| SOGO百貨台北忠孝店       | (02)2752-4394 | 台北市忠孝東路四段45號10樓        | 平日及例假日11:00~21:30 例假日前一天11:00~22:00                                                 |
| 新光三越信義新天地A8館店 | (02)8789-5192 | 台北市松高路12號5樓               | 平日11:00~21:30 例假日前一天11:00~22:00                                                         |
| 新光三越台北站前店       | (02)2331-2564 | 台北市忠孝西路一段66號8樓         | 週日～週四11:00~21:30 週五週六11:00~22:00                                                       |
| 板橋大遠百店             | (02)2951-3309 | 新北市板橋區新站路28號5樓         | 11:00~22:00                                                                                     |
| 淡水直營店               | (02)2629-7648 | 新北市淡水區中正路159號1樓        | 週一～週四、週日：11:30~20:00 週五、週六：11:30~20:30                                           |
| 中壢大江購物中心店       | (03)468-0277  | 桃園市中壢區中園路二段501號2樓    | 平日11:00~22:00 週五～週六11:00~22:30 週日11:00~22:00                                           |
| 新竹巨城購物中心店       | (03)535-0236  | 新竹市中央路229號5樓              | 週日～週四11:00~21:30 週五～週六11:00~22:00                                                     |
| 中部專櫃                 |               |                                   |                                                                                                 |
| 台中大隆直營店           | (04)2319-7035 | 台中市西區大隆路39號1樓           | 11:30~20:00                                                                                     |
| 台中太平洋豐原店         | (04)2520-0529 | 台中市豐原區復興路2號5樓          | 週一至週五11:00~22:00 週六日、例假日10:30~22:00                                                 |
| 新光三越台中店           | (04)2259-1147 | 台中市西屯區台灣大道3段301號6樓   | 週一~週五11:00~22:00 週六~週日及例假日10:30~22:00                                               |
| 南部專櫃                 |               |                                   |                                                                                                 |
| 新光三越台南西門店       | (06)303-0360  | 台南市中西區西門路一段658號3樓A區 | 11:00~22:00                                                                                     |
| 高雄漢神巨蛋店           | (07)552-4600  | 高雄市左營區博愛二路777號6樓      | 週一至週四11:00~22:00 週五、假日前一天11:00~22:30 週六、例假日10:30~22:30 例假最終日10:30~22:00 |